# Йордан Иванов (политик, р. 1986)
Вижте пояснителната страница за други личности с името Йордан Иванов.
Йордан Яворов Иванов е български юрист и политик от ДСБ. През 2019 г. е избран за общински съветник от листата на „Демократична България“ в Общински съвет Пловдив., и за зам.-председател на Общинския съвет. В периода януари 2022 – август 2022 г. заема поста областен управител на област Пловдив, назначен от правителството на Кирил Петков. А след това става Народен представител от коалиция „Демократична България“ в XLVIII народно събрание. 

## Биография
Йордан Иванов е роден на 8 юли 1986 г. в град Пловдив, Народна република България. Завършва Френската езикова гимназия в града, а след това специалност „Право“ в Нов български университет.
През 2009 г. става член на Демократи за силна България. През 2016 г. е избран за председател на ДСБ в Пловдив и член на Националното ръководство на партията. От 2018 г. в рамките на коалицията „Демократична България“ ръководи екипа за политики в ресор „Децентрализация и регионално развитие“. От февруари 2022 г. заема поста зам.-председател на ДСБ.
На местните избори през 2019 г. е избран за общински съветник от листата на „Демократична България“ в Общински съвет Пловдив., и за зам.-председател на Общинския съвет. В периода януари 2022 – август 2022 г. заема поста областен управител на област Пловдив, назначен от правителството на Кирил Петков.